# Peoa (Utah)
Peoa es un lugar designado por el censo situado en el condado de Summit, Utah  (Estados Unidos). Según el censo de 2010 tenía una población de 253 habitantes.

## Demografía
Según el censo de 2010, Peoa tenía una población en la que el 93,3% eran blancos, 0,0% afroamericanos, 0,0% amerindios, 0,8% asiáticos, 0,8% isleños del Pacífico, el 5,1% de otras razas, y el 0,8% pertenecían a dos o más razas. Del total de la población el 9,9% eran hispanos o latinos de cualquier raza.